# Michel-Charles Le Cène
Michel-Charles Le Cène, nacido alrededor de 1684 en Honfleur y fallecido el 29 de abril de 1743 en Ámsterdam, es un impresor y editor de origen francés establecido en Holanda.
Provenía de una familia de hugonotes que tuvieron que abandonar Francia después de la revocación del Edicto de Nantes y establecerse en Holanda. En 1716 se casó con Françoise Roger (1694-1723), una de las hijas del famoso editor Estienne Roger, también de origen huguenot normando y trabajó en compañía de su suegro. A más tardar en 1720, se estableció como impresor y editor. Sin embargo, Estienne Roger y sus sucesores (su hija Jeanne y su asistente Gerrit Drinkman) murieron los tres en 1722-1723 en el espacio de unos pocos meses. La última cena se hizo cargo de la compañía y se publicó en los años siguientes bajo el nombre de "Estienne Roger & The Last Supper", muchas reediciones de los trabajos publicados anteriormente por Roger. En cuanto a las nuevas publicaciones, simplemente se hicieron bajo su propio nombre.
La mayor parte de la actividad de publicación e impresión, tanto de Roger como de La última cena, fue la publicación de música. Durante los veintitantos años que dirigió su compañía, La última cena produjo cien publicaciones nuevas, que incluyen obras de Vivaldi, Geminiani, Handel, Quantz, Tartini, Telemann, Locatelli (un italiano residente en Ámsterdam con quien era amigo ). El cuidado y el gusto aportados a la edición de las partituras (por él como por Roger) fueron apreciados en toda Europa: es significativo que Vivaldi haya dejado las impresoras venecianas de sus dos primeros Opus, Giuseppe Sala y Antonio Bortoli, por Confíe la edición de todos sus otros trabajos a Roger y sus sucesores. Los acuerdos comerciales celebrados en Inglaterra, Alemania, Francia y los Países Bajos los hicieron ampliamente disponibles.
Después de la muerte de la Última Cena en 1743, el librero E.-J se hizo cargo del negocio. de la Coste, que no hizo más que publicar un catálogo de las obras publicadas por Roger y Le Cène y revender el asunto en 1746 a Antoine Chareau, un excolaborador de Le Cène. Dos años después, el taller cesó definitivamente su actividad.
- Datos: Q328820